# Station Brossard
La station Brossard (anciennement station Rive-Sud) est la station, terminus est de la ligne A du Réseau express métropolitain. Elle est située dans le quadrant sud-ouest de l'intersection des autoroutes 10 et 30, sur le boulevard de Rome dans la ville de Brossard, province de Québec au Canada.
Mise en service en 2023, l station fait partie de l'antenne Rive-Sud de Montréal et est exploitée par CDPQ Infra ; elle servit de terminus sud du REM. Elle est située dans le quadrant sud-ouest de l'intersection des autoroutes 10 et 30. Elle est la seule station à niveau du tronçon Rive-Sud .

## Situation sur le réseau

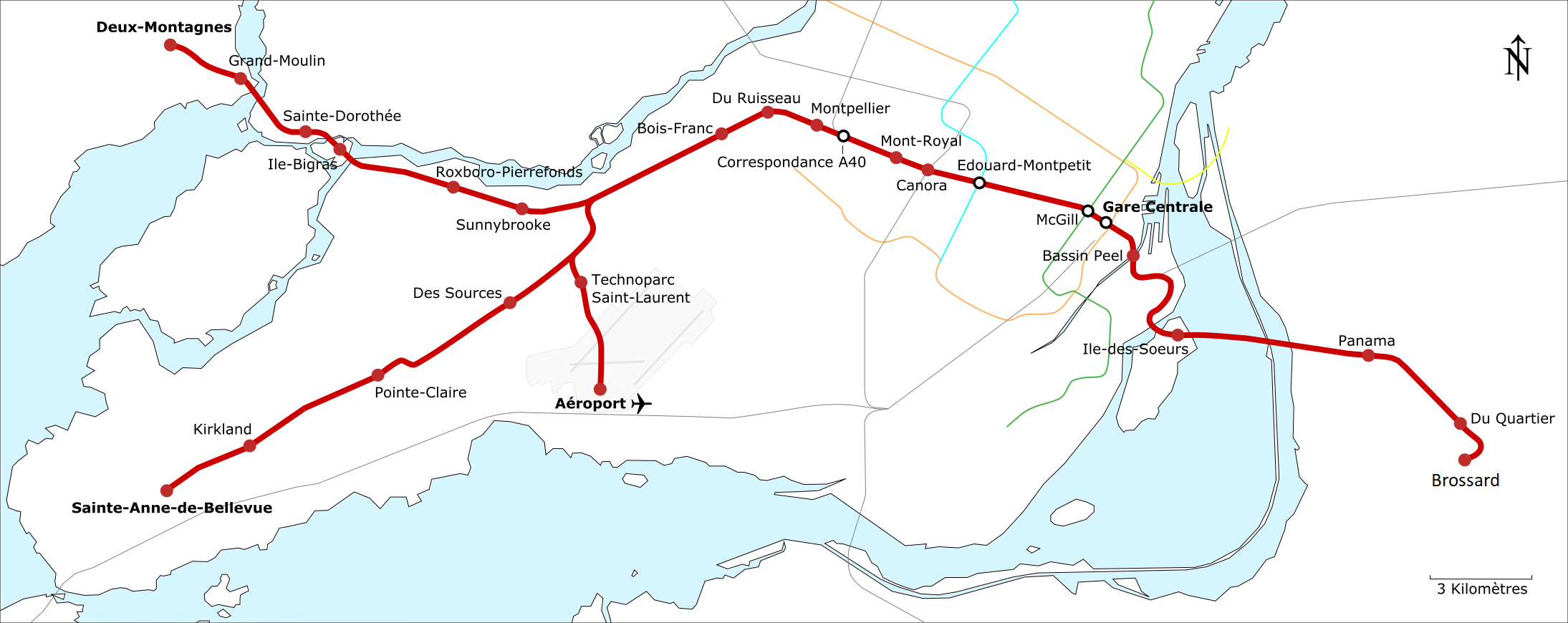
Plan du réseau express métropolitain (version du 2 août 2023).

Établie en surface, la station Brossard, terminus est de la ligne, est située sur le tronçon principal de la ligne A du Réseau express métropolitain, après la station Du Quartier, en direction du terminus provisoire ouest station Gare centrale,.

## Histoire
Le 22 avril 2016, le maire de Montréal, Denis Coderre et le PDG de la Caisse de dépôt et placement du Québec, annoncent un mégaprojet de train léger nommé Réseau électrique métropolitain (REM), ce qui a été rebaptisé le Réseau express métropolitain au cours de la planification.
Le 15 mars 2018, des travaux préparatoires s'amorcent à cette station terminale dans le quadrant sud-ouest de l'échangeur des autoroutes 10 et 30. Le mois suivant, la première pelletée de terre du Réseau express métropolitain a été donnée dans Griffintown, ce qui marque le début des travaux.
En août 2018, les premiers piliers du REM commencent à être érigés près du carrefour entre les autoroutes 10 et 30. Ces piliers servent de base à la structure aérienne du REM qui relient le corridor situé dans le terre-plein central de l'autoroute 10 au quadrant sud-ouest de l'autoroute 30, en passant au-dessus des voies de circulation de l'autoroute 10. Vers février 2019, les colonnes et les chevêtres manquants sont bétonnés afin de compléter la structure des piliers.
Vers juillet 2019, les tout premiers rails du REM ont été posés au centre de l'autoroute 10, entre le boulevard Leduc et la station Du Quartier. Une trentaine de poutres sont installées près de l'intersection des autoroutes 10 et 30. Les fondations de la station, ainsi que du centre de maintenance avoisiant sont érigées.
Le 22 juin 2020, la station Rive-Sud est renommée Brossard, pour marquer la localisation de la station terminale sur le territoire de Brossard.
La pandémie de Covid-19 a ralenti l'ensemble des travaux du REM. Le 24 mars 2020, tous les chantiers du REM sont devenus inactifs à la suite des directives du gouvernement du Québec. Les chantiers du REM ont repris leurs activités le 11 mai 2020. En novembre 2020, la CDPQ annoncent que l'ensemble des chantiers du REM ont été affectés par un ralentissement d'environ 6 mois. La mise en service du tronçon de la Rive-Sud est remise au printemps/été 2022.

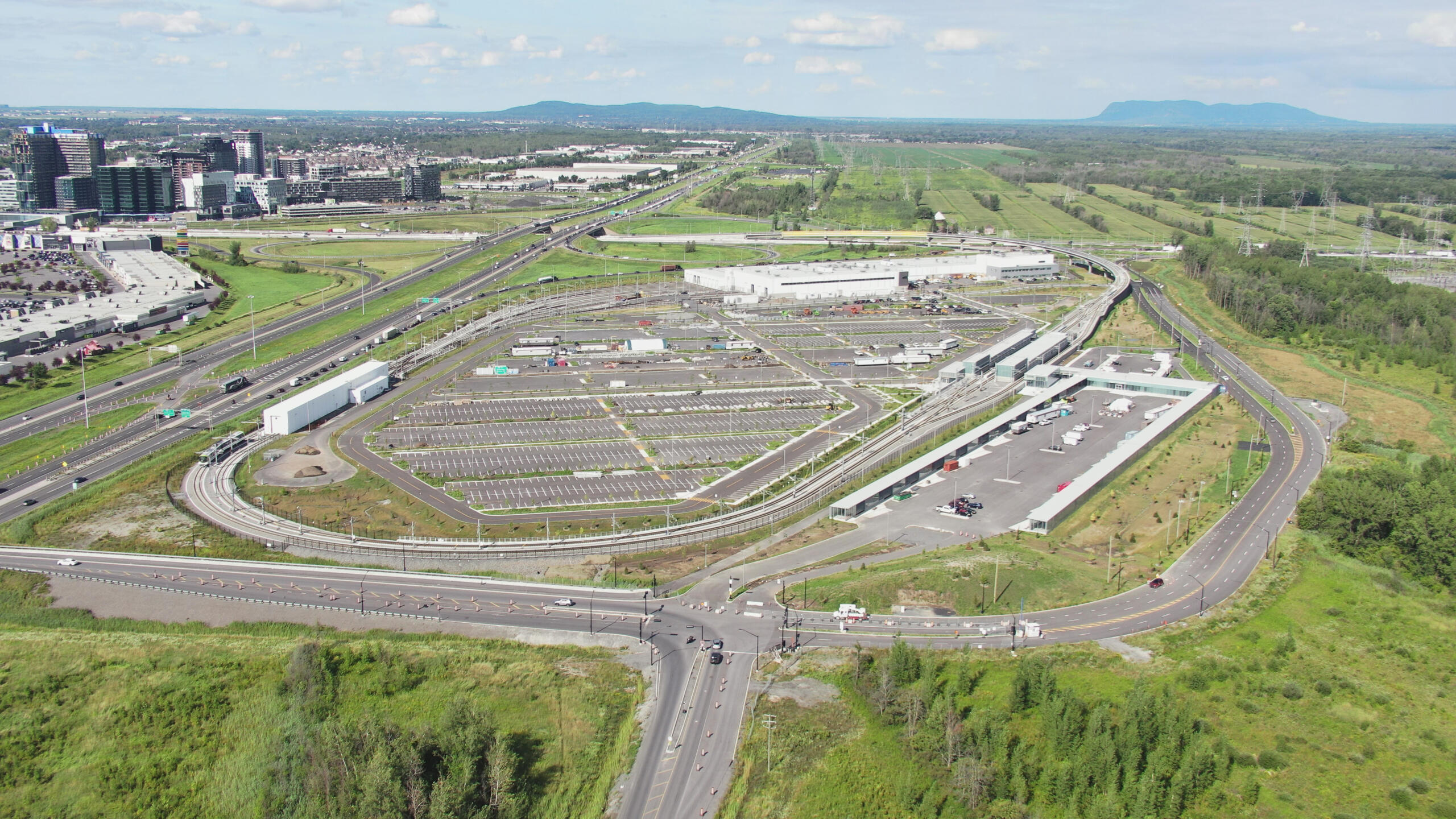
Construction de la station Brossard à l'été 2022

En janvier 2021, les premiers tests du REM en mode automatisé sont menés sur la Rive-Sud, entre la station Brossard et le boulevard Milan environ. Toutes les composantes du système sont testées en 2021, dans des conditions climatiques variées. Des caténaires ont été posées et l'antenne Rive-Sud est complètement alimentée au cours du début de l'année 2022.
En octobre 2022, la mise en service du tronçon de la Rive-Sud est de nouveau reportée au printemps 2023. Entre temps, des travaux d'électrification ont été terminés et la zone d'essais a été élargie jusqu'à Montréal. Le 28 juin 2023, la « marche à blanc » a été réalisé, une étape qui consiste à simuler le futur service, sans passagers, et à tester le déroulement des opérations courantes dans différents contextes. Après le succès de la marche à blanc, le 7 juillet 2023, la CDPQ annonce que le premier tronçon du REM est mis en service le 31 juillet 2023.

## Service aux voyageurs

### Accès et accueil
L'édicule et les quais de la station sont accessibles aux fauteuils roulant au moyen d'ascenseurs. 50 espaces sont disponibles pour des vélos, et l'accès cyclable se fait par une piste multifonctionnelle reliant le boulevard de Rome à la station. Elle doit servir de terminus pour les autobus d'Exo et de la RTL. Un centre de maintenance pour les opérations du REM est présent à proximité de la station. Elle sera accessible via le boulevard de Rome et par des bretelles d'entrée et de sortie à partir de l'autoroute 10 et 30. Un dépose-minute, ainsi que des espaces pour les taxis et le transport adapté sont également aménagés. Un stationnement incitatif y est présent, avec au total 2948 places, dont 33 espaces pour accès universel, 106 espaces réservés pour le covoiturage et 60 espaces avec bornes de recharge pour les voitures électriques,.
La billetterie métropolitaine de l'ARTM ouvre ses portes le 20 décembre 2023.

### Desserte
La station Brossard est ouverte 20 heures par jour, 7 jours sur 7. Le premier passage vers la Gare centrale de Montréal est à 05h30 tous les jours, et le dernier passage vers Montréal est à 00h48 en semaine, à 01h15 la nuit du samedi au dimanche, et à 00h45 la nuit du dimanche au lundi. La fréquence de passage est toutes les 3 minutes et 45 secondes aux heures de pointe, et toutes les 7 minutes et 30 secondes aux heures creuses. La fréquence des trains évoluera de façon progressive, débutant lors de la mise en service par un passage jusqu'à l'atteinte d'un passage toutes les 90 secondes à terme. La fréquence lors de la mise en service complète du réseau est prévue à toutes les 2 minutes et 30 secondes aux heures de pointe, et toutes les 5 minutes hors pointe.

Quai central et portes palières
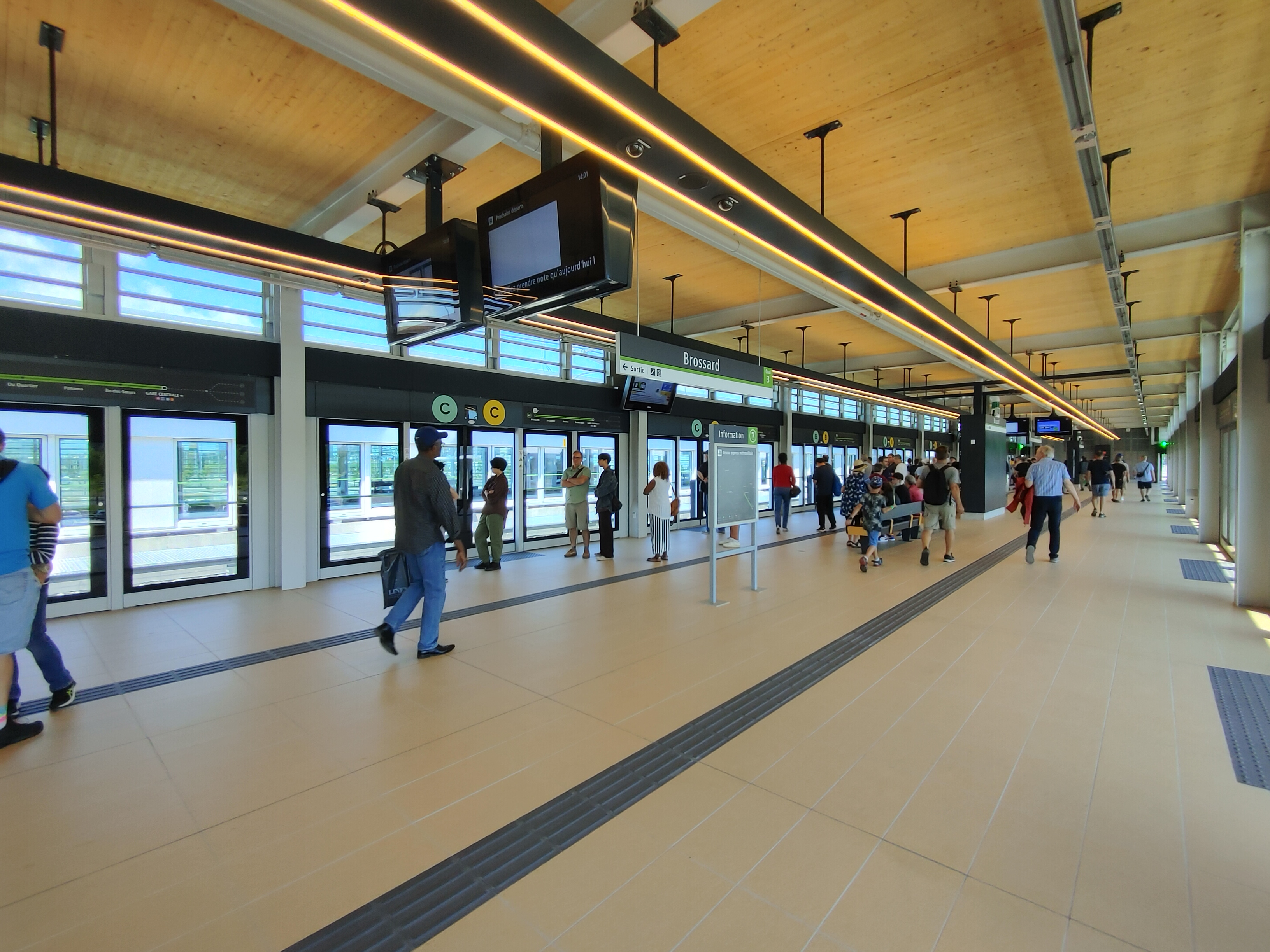
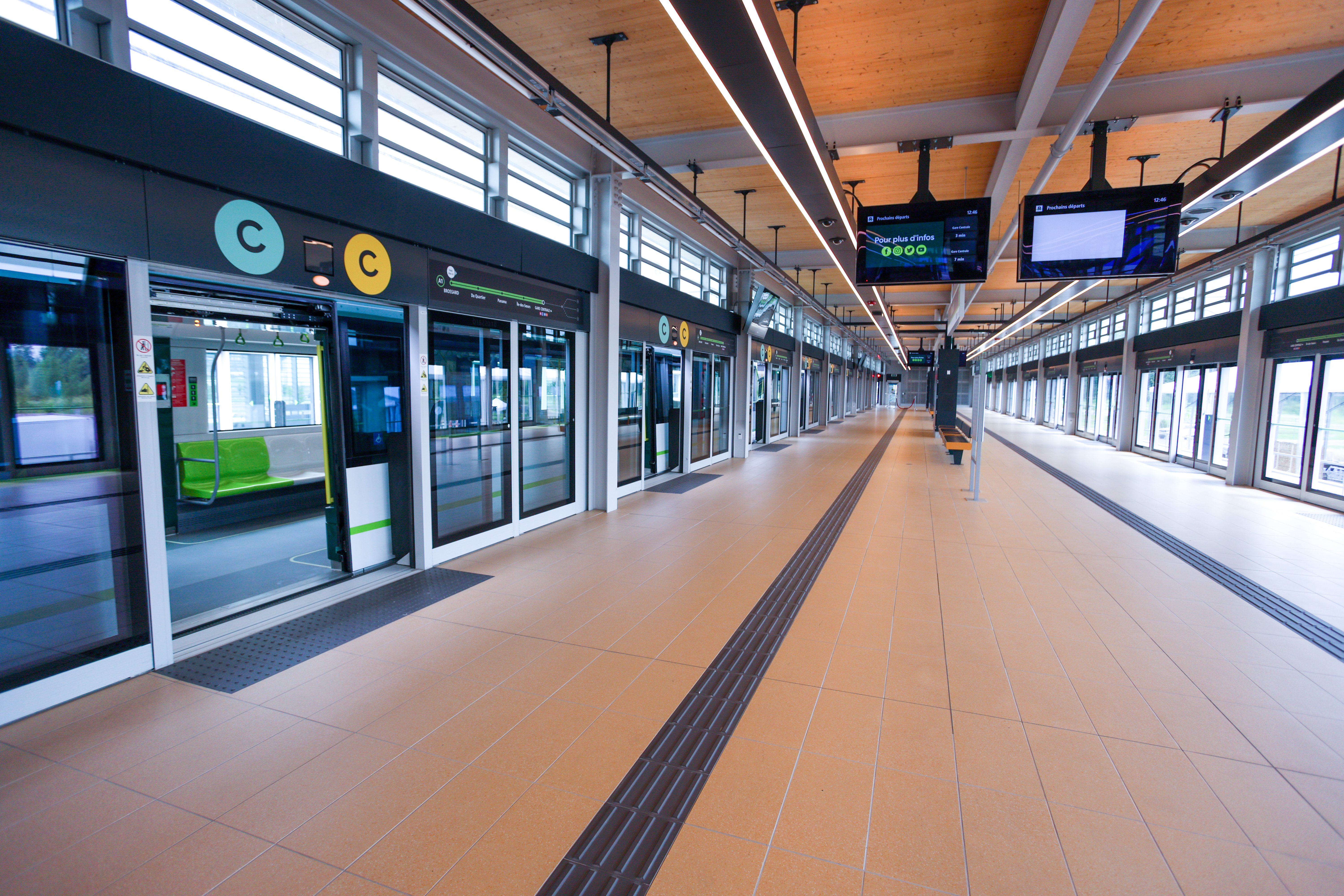
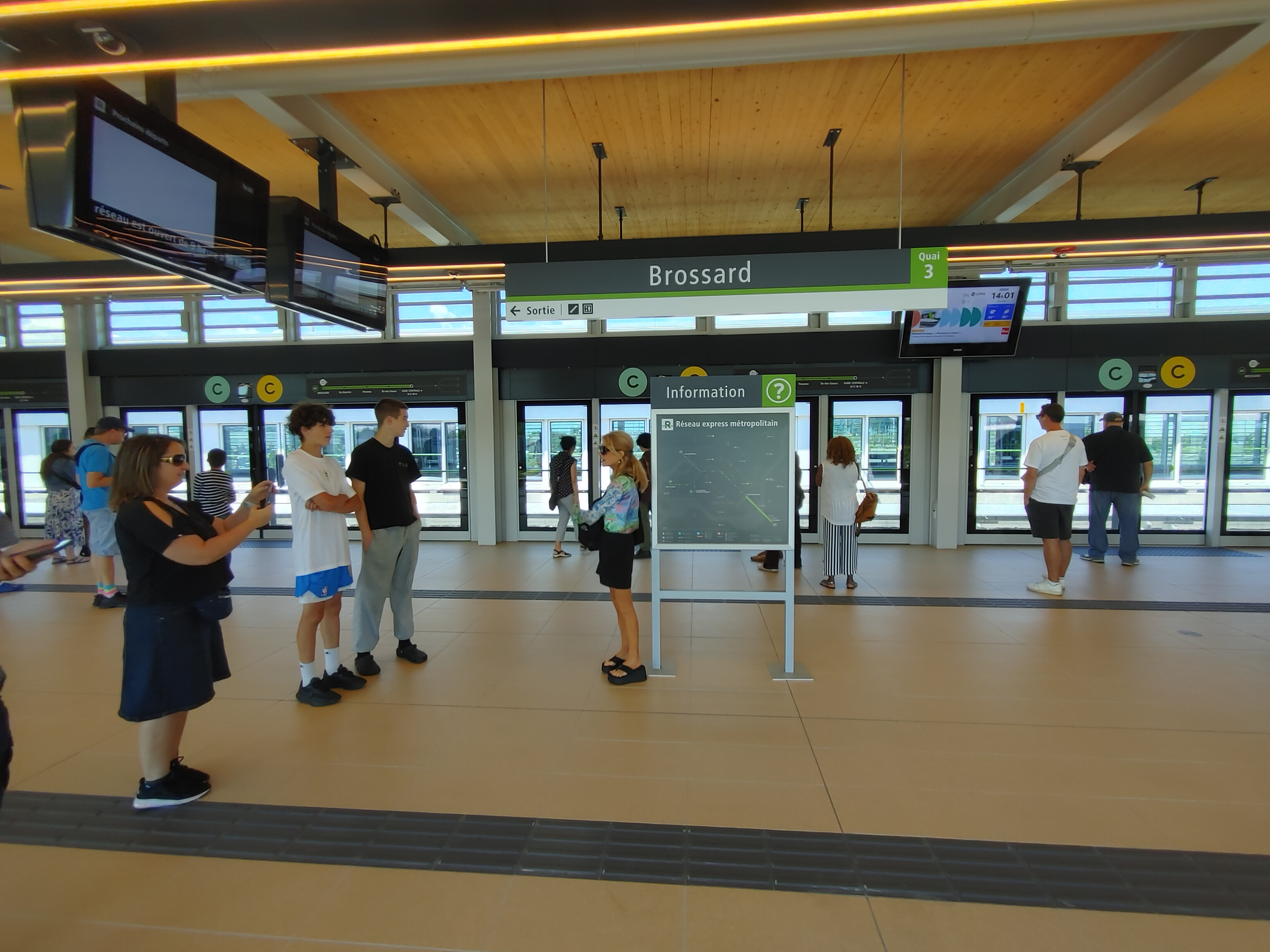

### Intermodalité
La station dispose de 21 quais d'autobus au sud de l'édicule. À partir du 31 juillet 2023, plusieurs lignes d'autobus sur la Rive-Sud de Montréal seront redirigés vers le terminal adjacent à la station. Dans le secteur Chambly-Richelieu-Carignan, 8 lignes d'Exo desserviront le terminus Brossard, soit les lignes 481, 482, 483, 484, 485, 486, 487 et 488. Dans le secteur Le Richelain et Roussillon, les lignes 450, 451, 452, 453, 454, 455, 456, 457, 552 et 554 d'Exo auront comme destination finale le terminus Brossard.
Les autobus de la ligne 300 du secteur Vallée-du-Richelieu et ceux de la ligne 600 du secteur Sainte-Julie, qui empruntaient le pont Samuel-De Champlain pour se rendre au centre-ville de Montréal, transporteront les usagers à la station Brossard dès le 31 juillet 2023.
À partir du 21 août 2023, les lignes 4, 14, 32, 38, 47, 132 et 192 de la RTL auront leur terminus à la station Brossard, les lignes 4, 32 et 132 s'arrêtant également à la station Du Quartier.
En semaine, les derniers départs d’autobus à partir du terminus Brossard sont prévus à 1h10 et les samedis et dimanches à 1h03.

#### Réseau de transport de Longueuil
| Circuit | Circuit                                     | Destinations                                          | Quai | Notes              |
| ------- | ------------------------------------------- | ----------------------------------------------------- | ---- | ------------------ |
| 4       | Taschereau / Payer / DIX30                  | Terminus Longueuil (via la station Du Quartier)       | 6    |                    |
| 14      | Rome / DIX30                                | Terminus Longueuil (via la station Panama)            | 6    | Service en semaine |
| 32      | Secteur B Brossard / Mountainview           | Cousineau / Mountainview (via la station Du Quartier) | 9    |                    |
| 38      | Chevrier / Secteur B Brossard               | Station Panama                                        | 7    |                    |
| 47      | Secteurs R-S-T Brossard                     | Station Panama                                        | 8    |                    |
| 132     | DIX30 / Parc de la Cité / Mountainview      | Kimber / Léonard                                      | 9    |                    |
| 192     | Station Brossard / Montarville / Y.-Duckett | Stationnement incitatif Seigneurial                   | 7    | Service de pointe  |

#### Exo Vallée-du-Richelieu
| Circuit | Circuit                             | Destinations                             | Quai | Notes              |
| ------- | ----------------------------------- | ---------------------------------------- | ---- | ------------------ |
| 300     | Saint-Hyacinthe - Terminus Brossard | Saint-Hyacinthe Terminus Saint-Hyacinthe | 4    | Service en semaine |

#### Exo Le RichelainetExo Roussillon
| Circuit | Circuit                                                   | Destinations                                    | Quai | Notes                                  |
| ------- | --------------------------------------------------------- | ----------------------------------------------- | ---- | -------------------------------------- |
| 450     | La Prairie (Magdeleine) - Terminus Brossard               | La Prairie de Saint-Jean / du Maire             | 18   | Service de pointe                      |
| 451     | La Prairie (Briqueterie) - Terminus Brossard              | La Prairie Jacques-Martin / Benoît-Charlebois I | 17   | Service de pointe                      |
| 452     | La Prairie (Symbiocité - Briqueterie) - Terminus Brossard | La Prairie Jacques-Martin / Benoît-Charlebois I | 17   | Service de pointe                      |
| 453     | La Prairie (Vieux-La Prairie) - Terminus Brossard         | La Prairie de l'Industrie / Léon-Bloy Ouest     | 10   | Service de pointe                      |
| 454     | Candiac (Charlemagne) - Terminus Brossard                 | Candiac Montcalm Sud / Balzac                   | 17   | Service de pointe                      |
| 455     | Candiac (Deauville) - Terminus Brossard                   | Candiac Montcalm Sud / d'Auteuil                | 19   | Service de pointe                      |
| 456     | Candiac (Fouquet) - Terminus Brossard                     | Candiac Haendel / Place Halifax                 | 18   | Service de pointe                      |
| 457     | Saint-Philippe - Terminus Brossard                        | Saint-Philippe Édouard-VII / Montée Monette     | 18   | Service de pointe                      |
| 552     | Saint-Constant - Delson - Terminus Brossard               | Saint-Constant Gare Sainte-Catherine            | 19   | Service de pointe                      |
| 554     | Delson - Terminus Brossard                                | Delson Terminus Georges-Gagné                   | 16   | Service en semaine de 5 h 50 à 18 h 20 |

#### Exo Chambly-Richelieu-Carignan
| Circuit | Circuit                                             | Destinations                                         | Quai | Notes             |
| ------- | --------------------------------------------------- | ---------------------------------------------------- | ---- | ----------------- |
| 481     | Chambly - Terminus Brossard                         | Chambly Terminus Chambly                             | 13   |                   |
| 482     | Chambly (Franquet - Fréchette) - Terminus Brossard  | Chambly Franquet / Industriel (via Terminus Chambly) | 13   | Service de pointe |
| 483     | Chambly (Bellerive - Henriette) - Terminus Brossard | Chambly Route 112 / Faubourg Carignan                | 3    | Service de pointe |
| 484     | Carignan (Île aux Lièvres) - Terminus Brossard      | Carignan Martel / Jean-De Ronceray                   | 3    | Service de pointe |
| 485     | Chambly (Lebel - Fréchette) - Terminus Brossard     | Chambly Bourgogne / Saint-Jacques                    | 15   | Service de pointe |
| 486     | Marieville - Terminus Brossard                      | Marieville Claude-De Ramezay / Des Rosiers           | 3    | Service de pointe |
| 487     | Chambly (Industriel) - Terminus Brossard            | Chambly Franquet / Frédéric-Courtemanche             | 14   | Service de pointe |
| 488     | Chambly (Daigneault - Martel) - Terminus Brossard   | Chambly de Salaberry / Brassard                      | 14   | Service de pointe |

#### Exo Sainte-Julie
| Circuit | Circuit                          | Destinations                       | Quai | Notes              |
| ------- | -------------------------------- | ---------------------------------- | ---- | ------------------ |
| 600     | Sainte-Julie - Terminus Brossard | Sainte-Julie Terminus Sainte-Julie | 5    | Service en semaine |

## À proximité
- Quartier DIX30
- Poste La Prairie d'Hydro-Québec
- Centre plein air Brossard

## Projets
La mise en service de la « phase 2, Segments Ouest-de-l'Île, Rive-Nord et Centre de Montréal » du REM, est prévue à la fin de l'année 2024. L'ouverture de la phase 3, qui concerne le « Segment Aéroport » est prévue en 2027.